# Meteorologiåret 1963

## Händelser

### Januari
- Januari - Dublin, Republiken Irland upplever en kall januarimånad [1].

### Februari
- 18 februari - Temperaturen -30,4° innebär nytt köldrekord för Gävle, Sverige [2].

### April
- 15 april – I Roper Valley, Northern Territory, Australien faller 544,6 millimeter regn, vilket blir regnrekord för en dag i Northern Territory [3].

### Maj
- 3 maj – I Illoqqortoormiut, Grönland uppmäts temperaturen - 29,2 °C, vilket blir Grönlands lägst uppmätta temperatur för månaden [4].
- 28 maj - 30 000 personer omkommer vid orkan med översvämningar i Östpakistan [5].

### Oktober
- 5 oktober – Värmebölja i Minnesota, USA [6].
- 9 oktober
  - Över 6 000 personer omkommer i Västindien då en orkan rasar i dagarna tre över Kuba och Haiti [5].
  - Vid ett jordskred i Italien omkommer 2 000 personer då Vaiontdammen bryts sönder  [5].

### December
- 31 december – En snöstorm härjar i USA på nyårsafton [7].

### Okänt datum
- Översvämningar i Filippinerna [8].

## Födda
- 26 september – Tomàs Molina, spansk meteorolog.
- Okänt datum – Mark Madryga, kanadensisk meteorolog.

## Avlidna
- 20 november – Ferdinand Lindholm, svensk meteorolog.

### Fotnoter
1. ↑  SMHI Arkiverad 24 november 2012 hämtat från the Wayback Machine.
2. ↑  SMHI
3. ↑  ”Australian Temperature Extremes”. Bureau of Meteorology. 1 april 2009. http://www.bom.gov.au/climate/extreme/records/national.pdf. Läst 4 februari 2011.
4. ↑  DMI
5. 1 2 3  Faktakalendern 2006, Semic, 2005
6. ↑  ”Arkiverade kopian”. Arkiverad från originalet den 26 juli 2010. https://web.archive.org/web/20100726102332/http://www.climate.umn.edu/pdf/day_in_weather_history/october_wx_history.pdf. Läst 16 februari 2011.
7. ↑  ”Arkiverade kopian”. Arkiverad från originalet den 15 december 2010. https://web.archive.org/web/20101215013148/http://climate.umn.edu/pdf/day_in_weather_history/december_wx_history.pdf. Läst 16 februari 2011.
8. ↑  SMHI Arkiverad 27 oktober 2012 hämtat från the Wayback Machine.